# Goniosystena
Goniosystena là một chi bọ cánh cứng trong họ Chrysomelidae.
Chi này được miêu tả khoa học năm 1997 bởi Bechyne.

## Các loài
Chi này gồm các loài:
- Goniosystena bembidionaria Bechyne, 1997